# Ctenomys coyhaiquensis
Ctenomys coyhaiquensis là một loài động vật có vú trong họ Ctenomyidae, bộ Gặm nhấm. Loài này được Kelt & Gallardo miêu tả năm 1994.